# Зельзал-2
Zelzal-2 / Mushak-200 (перс. زلزال-2, дослівно — «Землетрус») — іранська некерована артилерійська ракета великої дальності.

## Опис
Zelzal-2 — це 610 мм ракета, що запускається з вантажівки та має корисне навантаження 600 кг і діапазоном дії близько 200 км. Розробка серії Zelzal розпочалася в 1990 році, а Zelzal-2 була вперше показана в 1998 році. Ракета створена на основі Zelzal-1 та має подальше удосконалення у вигляді Zelzal-3.Експортується до Сирії, Хезболли та Хуситів, і використовувалася в бойових діях під час громадянської війни в Сирії та громадянської війни в Ємені .
Вважається, що ракета базується на прототипі радянської ракети 9К52 «Луна-М»

## Оператори

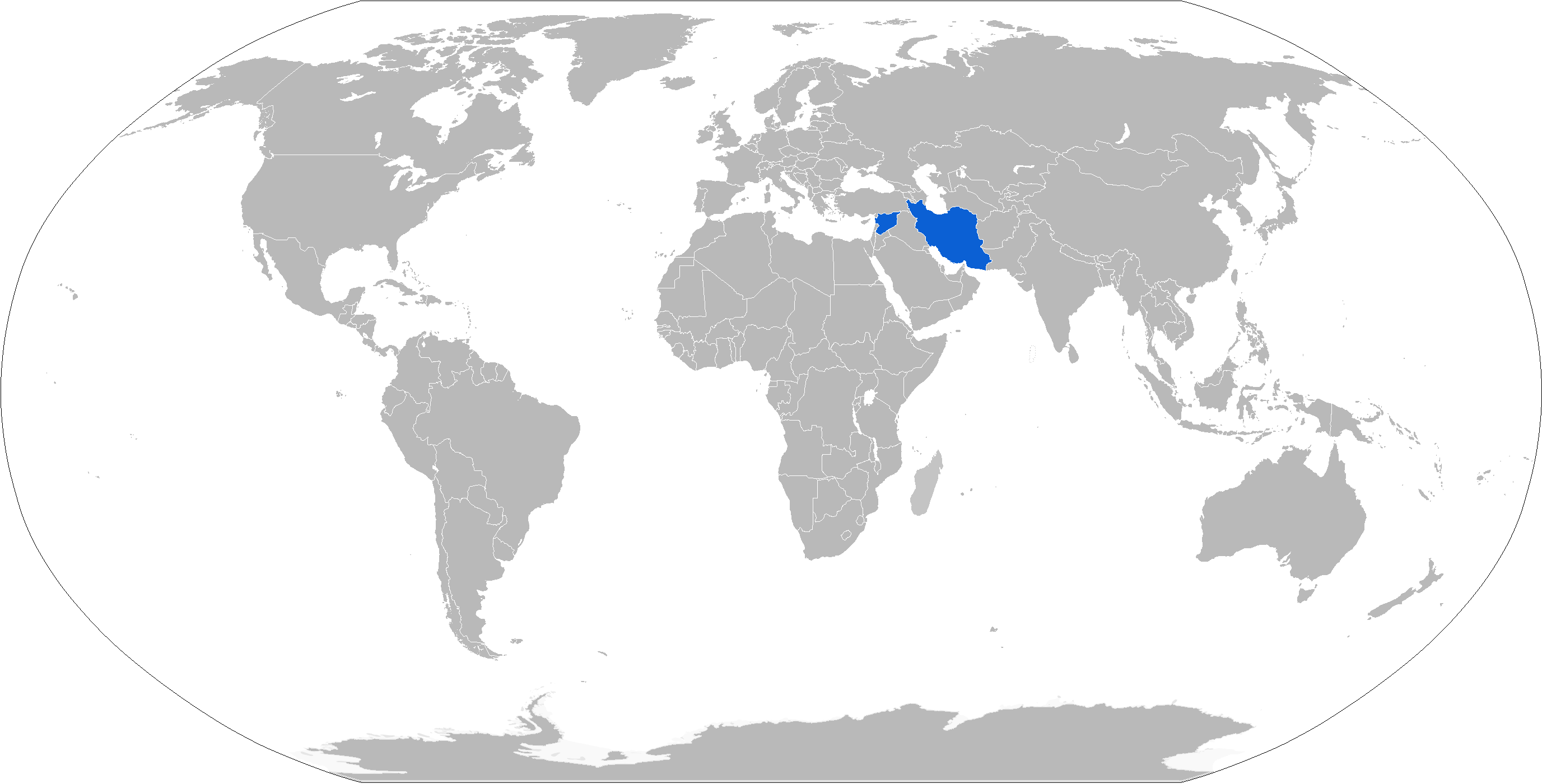
Карта країн, де експлуатується Zelzal-2 показана синім кольором

- Іран
- Сирія[7]
- Хезболла[7]
- Хусити[8]